# Conospermum caeruleum
Conospermum caeruleum (лат.) — кустарник, вид рода Коноспермум (Conospermum) семейства Протейные (Proteaceae), эндемик юго-запада Западной Австралии. Поникший кустарник с небольшими плотными головками синих, реже розовых цветков, обычно растёт на тяжёлых почвах, подверженных наводнениям.

## Ботаническое описание
Conospermum caeruleum — ниспадающий или нерегулярный кустарник высотой 0,5-1,0 м и шириной до 2 м. Листья сгруппированы у основания стебля, черешок 5-60 мм, пластинка от нитевидной до яйцевидной формы, 14-148 мм. Листья имеют выступающие жилки и резко заканчиваются острым концом. Цветки собраны в плотные группы, состоящие из 18 трубчатых синих цветков, каждый длиной около 5-8 мм. Цветёт с июля по октябрь. Плод — орех около 2 мм в длину и 2-2,5 мм в ширину.

Цветки подвида C. caeruleum caeruleum
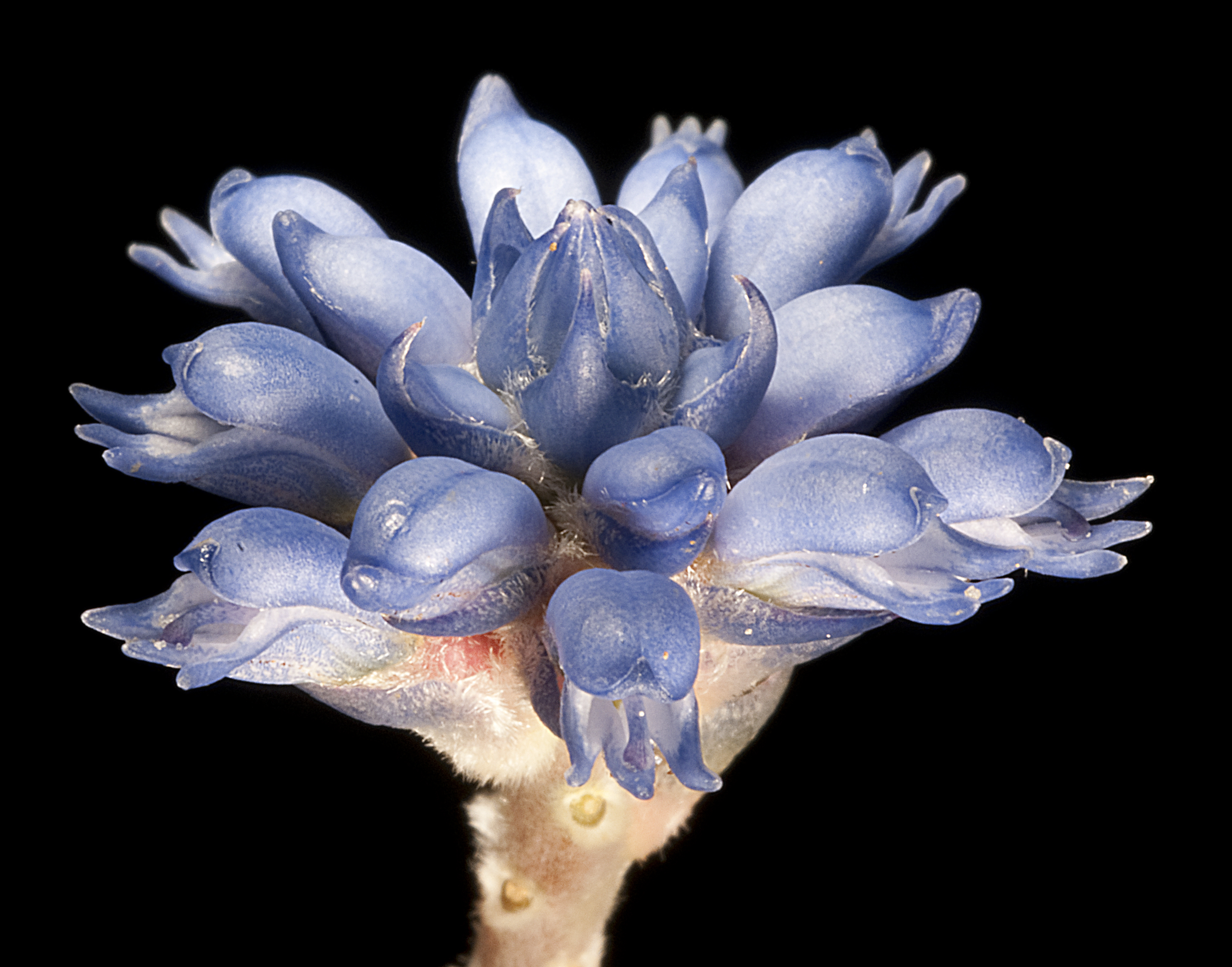
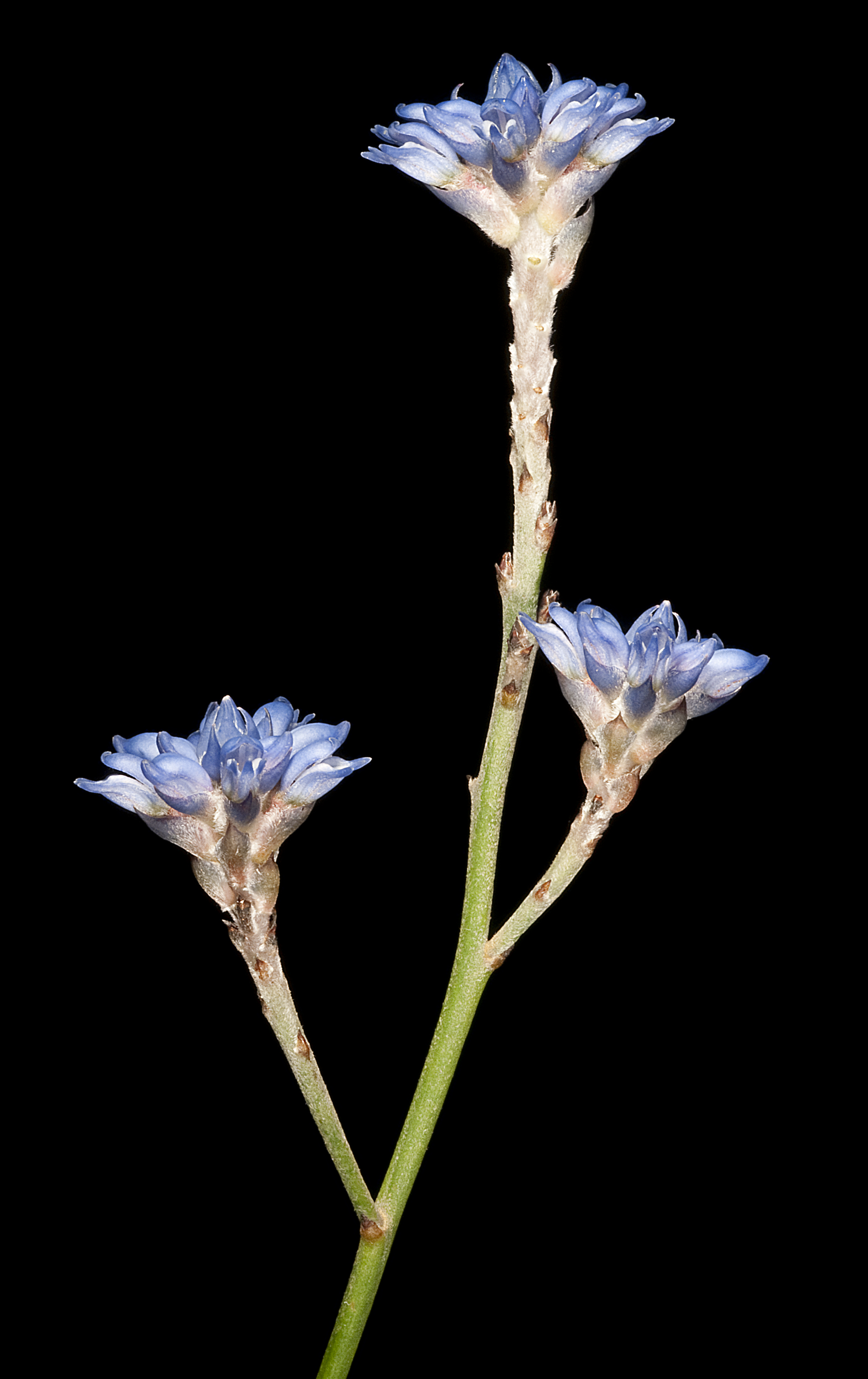

## Таксономия
Впервые этот вид был описан в 1810 году Робертом Броуном в Transactions of the Linnean Society of London по образцу, собранному около пролива Кинг-Джордж на западном побережье Новой Голландии. Видовое название — от латинского caeruleum, означающего «небесно-голубой».
По состоянию на ноябрь 2020 года Австралийская перепись растений признала шесть подвидов:
- Conospermum caeruleum R.Br. subsp. caeruleum[8];
- Conospermum caeruleum subsp. contortum E. M. Benn.[9];
- Conospermum caeruleum subsp. debile Meisn. E.M. Benn.[10];
- Conospermum caeruleum subsp. marginatum Meisn. E.M. Benn.[11];
- Conospermum caeruleum subsp. oblanceolatum E. M. Benn.[12];
- Conospermum caeruleum subsp. spathulatum Benth. E.M. Benn.[13].

## Распространение и местообитание
Conospermum caeruleum — эндемик юго-запада Западной Австралии. Встречается от Басселтона к востоку от Албани в районах Эйвон-Уитбелт, Эсперанс, Джеральдтон-Сэндплейнс, Джаррах-Форест, Малли, прибрежная равнина Суон и биогеографические регионы Уоррена в Западной Австралии, произрастая на песке, песчаном торфе, каменистой глине, латерит или гранит в местах с повышенной влажностью зимой.

## Культивирование
Виды коноспермумов, особенно западно-австралийские, трудно культивировать.

## Охранный статус
Вид классифицирован Департаментом парков и дикой природы правительства Западной Австралии как «не находящийся под угрозой исчезновения».